# Savage River
Savage River är en australisk krimaldramaserie från 2022 som hade premiär på TV4 och TV4 Play den 20 mars 2023. Första säsongen består av 6 avsnitt. Serien är skapad av Belinda Bradley, Franz Docherty och Giula Sandler. För regin har Jocelyn Moorhouse svarat.

## Handling
Serien kretsar kring Miki Anderson som efter att ha tillbringat 10 år i fängelse för dråp återvänder till Savage River där hon hoppas på en nystart. Kort efter att hon återvänt skakas staden av ett mord, och misstankarna riktas direkt mot Miki. För att rentvå sig själv inleder hon egen utredning.

## Roller i urval
| Katherine Langford  | – Miki Anderson         |
| Mark Coles Smith    | – Joel Thorpe           |
| Robert Grubb        | – Senior Sgt Bill Kirby |
| Nadine Garner       | – Lynne Anderson        |
| Jacqueline McKenzie | – Colleen Lang          |
| Daniel Henshall     | – Kevin Pattison        |
| Bernard Curry       | – Connor Kirby          |
| James Mackay        | – Simon Englert         |